# Apamea minnecii
Apamea minnecii là một loài bướm đêm trong họ Noctuidae.